# Haldan Keffer Hartline
Haldan Keffer Hartline (Bloomsburg, 22 december 1903 – Fallston, 17 maart 1983) was een Amerikaans fysioloog en Nobelprijswinnaar. In 1967 won hij samen met George Wald en Ragnar Granit de Nobelprijs voor de Fysiologie of Geneeskunde voor het beschrijven van de verschillende typen van lichtgevoelige cellen in het oog, en hoe het licht op die cellen inwerkt.

## Biografie
Hartline werd geboren in Bloomsburg als zoon van de bioloog Daniel Schollenberger Hartline (1866-1946) en de onderwijzeres Harriet Franklin Keffer (1864-1946). Hij begon zijn studie retinale elektrofysiologie als een National Research Council Fellow aan de Johns Hopkins University. Hier haalde hij in 1927 zijn M.D. Na ook te hebben gestudeerd aan de universiteiten van Leipzig en München, werd hij in 1949 professor biofysica en voorzitter van het departement aan Johns Hopkins. Een van Hartline's studenten, Paul Greengard, won later ook een Nobelprijs.
In 1953 ging Harline werken bij de Rockefeller-universiteit in New York, waar hij tot aan zijn overlijden in 1983 hoogleraar neurofysiologie was. Hij was gehuwd met de psycholoog Elizabeth ("Beth") Kraus. Uit het huwelijk werden drie zonen geboren: Daniel Keffer in 1939, Peter Haldan in 1942 en Frederick Flanders in 1945.

## Werk
Hartline onderzocht de elektrische respons van het netvlies van geleedpotigen, gewervelden en weekdieren omdat hun visueel systeem makkelijker te onderzoeken was dan dat van een mens. Hij concentreerde zich bij zijn studies op het oog van de degenkrab (Limulus polyphemus). Hij slaagde erin om de eerste opname te maken van de elektrische impulsen uitgezonden door een enkele nervus opticus-zenuw. Hij ontdekte dat de fotoreceptorcellen in het oog zodanig zijn verbonden dat als er een wordt gestimuleerd, de anderen juist minder actief worden. Hierdoor veranderd het contrast in lichtpatronen, en wordt de perceptie van bepaalde vormen voor het oog scherper. Op deze manier kwam Hartline met een gedetailleerde omschrijving van hoe de individuele fotoreceptors werken.
1901: Behring · 
1902: Ross · 
1903: Finsen · 
1904: Pavlov · 
1905: Koch · 
1906: Golgi, Ramón y Cajal · 
1907: Laveran · 
1908: Mechnikov, Ehrlich · 
1909: Kocher · 
1910: Kossel · 
1911: Gullstrand · 
1912: Carrel · 
1913: Richet ·
1914: Bárány · 
1919: Bordet · 
1920: Krogh · 
1922: Hill, Meyerhof · 
1923: Banting, Macleod · 
1924: Einthoven ·
1926: Fibiger · 
1927: Wagner-Jauregg · 
1928: Nicolle · 
1929: Eijkman, Hopkins · 
1930: Landsteiner · 
1931: Warburg · 
1932: Sherrington, Adrian · 
1933: Morgan · 
1934: Whipple, Minot, Murphy · 
1935: Spemann · 
1936: Dale, Loewi · 
1937: Szent-Györgyi · 
1938: Heymans · 
1939: Domagk · 
1943: Dam, Doisy · 
1944: Erlanger, Gasser · 
1945: Fleming, Chain, Florey · 
1946: Muller · 
1947: C. Cori, G. Cori, Houssay · 
1948: Müller · 
1949: Hess, Moniz · 
1950: Kendall, Reichstein, Hench · 
1951: Theiler · 
1952: Waksman · 
1953: Krebs,Lipmann ·
1954: Enders, Weller, Robbins · 
1955: Theorell · 
1956: Cournand, Forssmann, Richards · 
1957: Bovet · 
1958: Beadle, Tatum, Lederberg · 
1959: Ochoa, Kornberg · 
1960: Burnet, Medawar · 
1961: Békésy · 
1962: Crick, Watson, Wilkins · 
1963: Eccles, Hodgkin, Huxley · 
1964: Bloch, Lynen · 
1965: Jacob, Lwoff, Monod · 
1966: Rous, Huggins · 
1967: Granit, Hartline, Wald · 
1968: Holley, Khorana, Nirenberg · 
1969: Delbrück, Hershey, Luria · 
1970: Katz, Euler, Axelrod · 
1971: Sutherland · 
1972: Edelman, Porter · 
1973: Frisch, Lorenz, Tinbergen · 
1974: Claude, De Duve, Palade · 
1975: Baltimore, Dulbecco, Temin ·
1976: Blumberg, Gajdusek · 
1977: Guillemin, Schally, Yalow · 
1978: Arber, Nathans, Smith · 
1979: Cormack, Hounsfield · 
1980: Benacerraf, Dausset, Snell · 
1981: Sperry, Hubel, Wiesel · 
1982: Bergström, Samuelsson, Vane · 
1983: McClintock · 
1984: Jerne, Köhler, Milstein · 
1985: Brown, Goldstein · 
1986: Cohen, Levi-Montalcini · 
1987: Tonegawa · 
1988: Black, Elion, Hitchings · 
1989: Bishop, Varmus · 
1990: Murray, Thomas · 
1991: Neher, Sakmann · 
1992: Fischer, Krebs · 
1993: Roberts, Sharp · 
1994: Gilman, Rodbell · 
1995: Lewis, Nüsslein-Volhard, Wieschaus · 
1996: Doherty, Zinkernagel · 
1997: Prusiner · 
1998: Furchgott, Ignarro, Murad · 
1999: Blobel · 
2000: Carlsson, Greengard, Kandel ·
2001: Hartwell, Hunt, Nurse · 
2002: Brenner, Horvitz, Sulston · 
2003: Lauterbur, Mansfield · 
2004: Axel, Buck · 
2005: Marshall, Warren ·
2006: Fire, Mello ·
2007: Capecchi, Smithies, Evans ·
2008: Zur Hausen, Barré–Sinoussi, Montagnier ·
2009: Blackburn, Greider, Szostak ·
2010: Edwards ·
2011: Beutler, Hoffmann, Steinman ·
2012: Gurdon, Yamanaka ·
2013: Rothman, Schekman, Südhof ·
2014: O'Keefe, Moser, Moser ·
2015: Campbell, Omura, Tu ·
2016: Osumi ·
2017: Hall, Rosbash, Young ·
2018: Allison, Honjo ·
2019: Kaelin, Ratcliffe, Semenza ·
2020: Alter, Houghton, Rice ·
2021: Julius, Patapoutian ·
2022: Pääbo ·
2023: Karikó, Weissman ·
2024: Ambros, Ruvkun